# Список храмов Пензы
Список храмов Пензы — перечень православных соборов, храмов и часовен Пензенской епархии Русской православной церкви, расположенных в городе Пензе Пензенской области России.

## Список
Список включает в себя название храмов, месторасположение, годы строительства, фотографию (по возможности).

### Спасское благочиние
|    | Название | Изображение | Адрес                     | Годы строительства | Примечания |
| -- | --- | ----------- | ------------------------- | ------------------ | --- |
| 1  | Кафедральный собор во имя Всемилостивого Спаса                                                                 |             | Соборная площадь, 3       | 2011—2021          | Известен с 1663 года. Воссоздан на месте одноимённого уничтоженного собора, построенного в 1800—1824 годах и является его точной копией. Кафедральный собор Пензенской митрополии.                                                                                            |
| 2  | Церковь-усыпальница во имя святых мучеников Евлампия и Евлампии Никомидийских                                  |             | Соборная площадь, 3а      | 2021—2023          | Является точной копией стоявшей на этом месте и уничтоженной усыпальницы, построенной в 1880—1882 известной благотворительницей Марией Киселевой. В ней захоронены епископы Афанасий (Корчанов), Амвросий (Морев), Григорий (Медиоланский), Антоний (Николаевский).           |
| 3  | Собор во имя Успения Пресвятой Богородицы на Мироносицком кладбище                                             |             | Улица Захарова, 6         | 1895—1905          | Построен на месте сгоревшей кладбищенской церкви во имя Жен-Мироносиц (1836 года постройки). Один из немногих храмов города, не закрывавшихся в советское время. В 1945—2022 годах был кафедральным собором Пензенской Епархии.                                               |
| 4  | Храм-крестильня во имя Благовещения Пресвятой Богородицы                                                       |             | Улица Захарова, 6 к1      | 1990—1994          | Крестильный храм при Успенском соборе. |
| 5  | Церковь-усыпальница во имя великомученика Дмитрия Солунского                                                   |             | Улица Захарова, 6/1       | 2000—2001          | В ней захоронены епископы Серафим (Тихонов) и Феодосий (Погорский). |
| 6  | Архиерейский собор во имя Покрова Пресвятой Богородицы в Стародрагунской слободе                               |             | Улица Чкалова, 26         | 1765               | Известен с 1677 года. Частично разрушен в советское время. Восстановлен в 1990-х годах. |
| 7  | Храм-крестильня во имя Сретения Господня                                                                       |             | Улица Чкалова, 26а        | 1990               | Крестильный храм при Покровском соборе. |
| 8  | Часовня-памятник во имя Царственных Страстотерпцев                                                             |             | Улица Чкалова             | 2017               | Возведен к столетию Октябрьской революции. При создании часовни был использован камень с Урала, где была расстреляна царская семья. |
| 9  | Собор во имя Богоявления Господня на Ярмарочной площади                                                        |             | Улица Октябрьская, 2      | 1874—1884          | Известен в народе как «Новый Спаситель». В 1926 году была переделана в дом культуры железнодорожников. В 2015 году здание вернули Русской Православной церкви и началось восстановление храма.                                                                                |
| 10 | Храм во имя Обновления Храма Воскресения Христова в Иерусалиме в Остроге                                       |             | Улица Урицкого, 139       | 1790-е             | Известен в народе как «Старый Спаситель». Старейшая церковь города. Построена по преданию в 1552 году Иваном Грозным, во время Казанского похода. частично снесена в советское время. В 1997 году здание вернули Русской Православной церкви и началось восстановление храма. |
| 11 | Храм во имя Введения во Храм Пресвятой Богородицы в Весёловке                                                  |             | Улица Пермская, 2а        | 1899—1906          | В советское время был частично разрушен, но в 1991—2021 годах была проведена реставрация и храм приобрёл первоначальный облик. |
| 12 | Казачий войсковой храм во имя Введения во Храм Пресвятой Богородицы в Пешей Слободе                            |             | Площадь Куйбышева, 1      | 1767               | Известен с 1676 года. Частично разрушен в советское время. Восстанавливается. |
| 13 | Храм-крестильня во имя Веры, Надежды, Любви и их матери Софии                                                  |             | Площадь Куйбышева, 1а     | 2012-2016          | Крестильный храм при Введенском храме. |
| 14 | Храм во имя Николая Чудотворца в Терновке                                                                      |             | Улица Терновского, 129    | 1847               | Известен с 1717 года когда село Терновка было вотчиной Высоко-Петровского Монастыря. В советское время использовался в кинотеатр. Восстановлен в 2000-х годах. |
| 15 | Храм во имя Митрофана епископа Воронежского                                                                    |             | Улица Водопьянова, 19     | 1834-1836          | Построен на Митрофаниевском кладбище. Никогда не закрывался, даже в советское время. |
| 16 | Храм во имя святого равноапостольного князя Владимира                                                          |             | Улица Кривозерье, 160     | 2012               | Первоначально построена около Областного Онкологического Диспансера. В 2015 разобрана и перенесена на новое место. |
| 17 | Храм в честь иконы Божией Матери «Призри на смирение»                                                          |             | Улица Зеленодольская, 59б | 2019               | |
| 18 | Храм во имя праведного Иоанна Кронштадтского и Успения Пресвятой Богородицы при областной клинической больнице |             | Улица Лермонтова, 28 к21  | 1903               | Приписной к Покровскому Собору. |
| 19 | Храм во имя Инокентия Иркутского при «Квартале Луи»                                                            |             | Проезд Водопьянова, 44    | 1989—2002          | Ранее в здании располагалась Пензенское Духовное училище. |